# Parafia Matki Bożej Nieustającej Pomocy w Sochaczewie
Parafia Matki Bożej Nieustającej Pomocy w Sochaczewie – parafia rzymskokatolicka znajdująca się w dekanacie Sochaczew – Matki Bożej Nieustającej Pomocy w diecezji łowickiej.
Przy parafii swoją działalność prowadzą: Oaza Młodzieżowa, schola młodzieżowa i dziecięca, chór parafialny oraz Koła Żywego Różańca.